# Reserva Natural de Noedes
La Reserva Natural de Noedes és una reserva natural del terme comunal de Noedes, a la comarca del Conflent (Catalunya del Nord).
Està situada al sud i sud-est del terme de Noedes, a la dreta de la Ribera de Noedes, territori essencialment obac. Ocupa part de la vall alta del riu esmentat i el vessant nord del Mont Coronat.
La reserva es troba entre 750 i 2.459 m alt, i inclou 2.137 ha d'extensió. És en el massís del Madres. És a l'extrem nord-oriental de la carena dels Pirineus, i comparteix característiques de les muntanyes mediterrànies i dels primers cims pirinencs.

## Geologia
La reserva conté una gran diversitat geològica, atès que els Pirineus són fruit de diversos cicles orogènics successius que originen una gran diversitat de substrats. La falla de Merenç parteix el territori de la reserva aproximadament de llevant a ponent des de la llera de la Ribera de Noedes, fins al Coll de Portus. Hi ha quatre grans formacions geològiques:
- Al sud-est, el massís del Mont Coronat està format per calcàries i esquists del Paleozoic.

- A la zona central de Montellà, i fins al Pla del Mig, el terra és essencialment d'esquists del Paleozoic inferior.

- A la part més alta, els circs glaciars del Gorg Estelat i del Gorg Blau, i fins al cim de la reserva, el Roc Negre, hi ha granits i altres formacions plutòniques d'origen varisc.

- Finalment, des del sector del Gorg Estelat i fins al fons de la vall a l'alçada de Montellà, cap als 1.200 m alt, hi ha dipòsits glaciars i tardoglaciars, al peu dels circs esmentats.

## Clima
La situació geogràfica de la vall de Noedes fa que les zones baixes gaudeixin d'influències mediterrànies, mentre que les altes sovint estan sotmesos a pertorbacions atlàntiques. La mitjana de dies de puja per mes va des dels 5,9 del gener fins als 10,3 del maig, amb 92,3 anuals. Tanmateix cal considerar que pot haver-hi oscil·lacions importants d'un any a l'altre.
Es pot qualificar el clima de la reserva de muntanyenc perimediterrani, amb pluges de vegades abundants i violents, alhora que de durada breu, a partir de l'observació al llarg de 30 anys dels màxims absoluts assolits. Al poble de Noedes, el nombre mitjà de dies amb neu és de 18,4. Pel que fa a la temperatura, van des dels 4,7° el mes de gener als 18,8° de l'agost, sempre de mitjana. La mitjana anual és de 10°.
Aquestes característiques climàtiques desenvolupen un paper important per als recursos farratgers, de manera que són un element essencial per a les activitats ramaderes, sobretot perquè les pluges estiuenques són molt irregulars d'un any a l'altres.

## Flora
La reserva presenta una gran diversitat de flora i, per tant, paisatges molt diversos al llarg i ample de la reserva. Hi ha una terrassa supramediterrània fins als 1.100 m alt en el vessant nord i 1.300 en el sud, una de muntanyenca fins als 1.500 en el vessant nord i els 1.700 en el sud, i, per damunt, una terrassa subalpina.
Al sud, al vessant nord del Mont Coronat i la morrena de Montellà és sobretot forestal, i s'hi troben diverses menes de boscos: des de supramediterranis (roures verds) fins a subalpins (pins negres), passant per boscos muntanyencs (faigs i pins silvestres). Comprèn també tarteres i roquissars.
Al nord, del Coll de Portus i Montellà fins als cims de la reserva, inclosos els circs i els estanys. Està en part formada per landes, gespes subalpines, tarteres i parets rocoses.
Hi ha fins a 1.167 taxons en el terme de Noedes, dels quals 103 són d'interès patrimonial. Fins a 66 són dins de la reserva. Una d'aquestes espècies, l'anomenada en francès Alysson des Pyrénées (Hormatophylla pyrenaica), és una espècie microendèmica dels penya-segats del Mont Coronat.

## Fauna[calcitació]
La riquesa de la fauna de la reserva és també excepcional. Hi podem esmentar:
- La presència de grans poblacions d'ungulats salvatges (cabres, cérvols comuns, senglars, isards, muflons), presents sobretot a causa de l'alta disponibilitat de recursos farratgers
- La presència d'aus de muntanya emblemàtiques, com el trencalòs (Gypaetus barbatus), l'àliga reial (Aquila chrysaetos), el falcó pelegrí (Falco peregrinus), el gall fer (Tetrao urogallus), etc, al costat d'una rica diversitat d'ocells al fons de la vall: l'hortolà (Emberiza hortulana), el tallerol trancamates (Sylvia conspicilliata), etc.
- Una gran riquesa entomològica, amb 721 espècies de lepidòpters en el territori de la comuna, alguns dels quals són espècies patrimonials, com la donzella de la bistorta (Boloria (Proclossiana) eunomia) o el brocat variable (Euphydryas aurinia aurinia), presents en llocs de pastoreig.
- Cal destacar igualment la gran diversitat d'ortòpters (64 espècies), sempre en espais oberts.